# Acutosiphon obliquoris
Acutosiphon obliquoris är en insektsart. Acutosiphon obliquoris ingår i släktet Acutosiphon och familjen långrörsbladlöss. Inga underarter finns listade i Catalogue of Life.